# Henry L. Benning
Pour les articles homonymes, voir Benning.
Henry Lewis Benning, surnommé « Old Rock », né le 2 avril 1814 dans le comté de Columbia et mort le 10 juillet 1875 à Columbus, est un juge américain de la Cour suprême de Géorgie. Il est aussi officier dans l'armée des États confédérés pendant la guerre de Sécession.
Fort Benning porte son nom.

## Engagement pour la sécession
En 1861, lors de la convention de sécession de la Virginie, il prononce un discours appelant à la sécession, faisant appel aux préjugés racistes et sentiments pro-esclavagistes de son public : « Quelle est la raison pour laquelle la Géorgie a franchi le pas de la sécession ? Cette raison peut être résumée en une seule proposition. C'est la conviction, une profonde conviction, qu'une séparation d'avec le nord est la seule chose qui pourrait éviter l'abolition de l'esclavage. ... Si les choses se déroulent comme elles sont parties, il est certain que l'esclavage sera aboli. Au moment où le nord aura pris le pouvoir, la race noire aura une large majorité, et alors nous aurons des gouverneurs noirs, des législatures noires, des jurys noirs, des Noirs partout. Est-ce que c'est cela que la race blanche est supposée défendre ? Ce n'est pas supportable ... la guerre éclatera partout comme des feux cachés dans la terre, et il est probable que la race blanche, étant supérieure sous tous rapports, pourra repousser les autres. [...] Nous serons accablés et nos hommes erreront comme des vagabonds sur toute la terre ; et il en sera ainsi pour nos femmes, ces horreurs de cet état, nous ne pouvons pas les contempler en imagination. Voilà le sort que l'abolition fera subir à la race blanche. [...] Nous serons complètement exterminés, et la terre restera aux mains des Noirs, et ensuite elle retournera à l'état sauvage et deviendra une nouvelle Afrique... Imaginez qu'ils nomment Charles Sumner pour la présidence ? Supposez qu'ils élèvent Fred Douglass, votre esclave en fuite, à la présidence ? Quelle serait votre position si tel devait arriver ? Je le dis, donnez-moi rapidement la peste et la famine plutôt que cela. »